# Manfred Thiele
Manfred Thiele (* 6. April 1929 in Mühlhausen, Thüringen; † 28. Dezember 2015 ebenda) war ein deutscher Buchautor, Buch- und Kunsthändler, Heimatforscher und investigativer Journalist.
Seine Themen waren das Unrecht, das den Juden während der Naziherrschaft und vielen Menschen während der DDR-Zeit in seiner Heimatstadt Mühlhausen in Thüringen widerfuhr.

## Leben
Manfred Thiele wuchs in seiner Heimatstadt Mühlhausen auf und legte 1944 an der Handelsschule die mittlere Reife ab.
Nach dem Schulabschluss wurde der 15-jährige Thiele zur Armee eingezogen.
Am 4. April 1945 nahmen zunächst Truppen der US-Armee die Stadt Mühlhausen ein.
Ihnen diente der inzwischen 16-jährige Thiele als Dolmetscher.
Am 5. Juli 1945 wurde Mühlhausen an die Rote Armee übergeben und lag nun in der Sowjetischen Besatzungszone.
Die Sowjets verhafteten Thiele 1947 wegen Spionageverdachtes, ließen ihn dann aber wieder frei.
Als sich die Verhältnisse nach Kriegsende langsam wieder normalisierten, begann Thiele 1948 eine Ausbildung zum Buch- und Kunsthändler.
1959 gründete Thiele in Mühlhausen den Autorenkreis „Zirkel Schreibender Arbeiter“.
Er besteht bis heute (2011) und heißt jetzt Autorenkreis Louis Fürnberg.
Seine Leitung wurde 2009 von Manfred Thiele an Christiane Erdmann übergeben.
Thiele recherchierte sorgfältig zu den Themen Antisemitismus und Judenverfolgung in Mühlhausen.
Die Ergebnisse dieser Untersuchungen legte er in seinem Buch „Im Schatten des gelben Sterns“ nieder, das 1990 erschien.
Thiele dehnte seine Forschungen auf die Zeit der kommunistischen Herrschaft in der DDR aus.
Diese Untersuchungen führten zu seinen Veröffentlichungen wie zum Beispiel „Der ‚Fall Bockel‘ 1950 in Mühlhausen“ (1998), „Die Strafverfolgung von Tierärzten im DDR-Kreis Mühlhausen“ (2004) und „VAE VICTIS. Mühlhausen unter sowjetischer Besatzungsdiktatur 1945–1953“ (2004). Letzteres wurde ins Englische übersetzt.
Er sammelte Daten zu 500 Einzelschicksalen von Opfern der sowjetischen Willkürherrschaft.
Diese Sammlung ist Bestandteil des Thüringer Archivs für Zeitgeschichte in Jena.
Thiele sammelte umfangreiches Material zum sowjetischen Speziallager 2 (1945–1950) bestehend aus Korrespondenzen, Aufzeichnungen, Arbeitspapieren, Personendokumenten und Augenzeugenberichten und zu Erika Riemann, Autorin des Buches „Die Schleife an Stalins Bart. Ein Mädchenstreich, acht Jahre Haft und die Zeit danach“.
Thieles Initiative für einen „Gedenkgottesdienst für die Mühlhäuser Opfer kommunistischer Gewalt“ im Jahr 2008 scheiterte.
Von 1991 bis 1997 schrieb Thiele für den Mühlhäuser Lokalteil der Thüringer Allgemeinen die Kolumne „Auf den Punkt“, die über 300 Mal erschien.
2013 wurde über eine Petition versucht die Verleihung des Bundesverdienstkreuzes an Thiele zu erreichen, was jedoch erfolglos blieb.

## Werke
- Ernst Meister Gesellschaft. Jahrbuch 13. 2010: Ernst und Else Meister. Erinnerungen, 2010, Verlag: Rimbaud, ISBN 978-3-89086-473-0.
- Flucht ohne Ende: Bürgerverluste der Stadt Mühlhausen von 1945–1961, 2006, ISBN 3-00-019772-9.
- Die Strafverfolgung von Tierärzten im DDR-Kreis Mühlhausen, 2004
- VAE VICTIS. Mühlhausen unter sowjetischer Besatzungsdiktatur 1945–1953., 2004, ISBN 3-00-012992-8.
- Haus des Grauens : der Untermarkt 13 in Mühlhausen, Hrsg. vom Landesbeauftragten des Freistaates Thüringen für die Unterlagen des Staatssicherheitsdienstes der Ehemaligen DDR, 1999, ISBN 3-932303-21-0.
- Der 'Fall Bockel' 1950 in Mühlhausen, 1998, Erfurt: Landesbeauftragter des Freistaates Thüringen für die Unterlagen des Staatssicherheitsdienstes der Ehemaligen DDR, 1998, ISBN 3-932303-11-3.
- Mühlhausen, 1992, Verlag: Schilgen Thiele
- Vom wilden Jäger : Sagen aus dem Gebiet Mühlhausen, Arbeitsgemeinschaft "Louis Fürnberg" beim Kulturbund d. DDR, Mühlhausen, Hrsg.: Kreiskabinett für Kulturarbeit, Mühlhausen. Red. u. künstler. Verantw.: Manfred Thiele, 1989
- Die Riesen vom Burgberg, 1989, Erfurt: Bezirkskabinett für Kulturarbeit
- Von Schätzen, Venetianern und Geistern. Sagen aus dem Gebiet von Ruhla, Seebach, Thal und Winterstein, 1985
- Die Zeit ist unser: Forum Neue Literatur, Anthologie des Zirkels schreibender Arbeiter Mühlhausens, von Heinrich Herwig u. a., Hrsg.: Manfred Thiele, 1963